# Liriomyza biformata
Liriomyza biformata är en tvåvingeart som beskrevs av Becker 1919. Liriomyza biformata ingår i släktet Liriomyza och familjen minerarflugor.
Artens utbredningsområde är Ecuador. Inga underarter finns listade i Catalogue of Life.